# Adevărul Nistrean
Adevărul Nistrean (moldavskou cyrilicí Адевэрул нистрян, česky Podněsterská pravda) je oficiální státní týdeník mezinárodně neuznané Podněsterské moldavské republiky vycházející v moldavštině. Jedná se o jedinou pravidelně vycházející tiskovinu v Podněstří, Moldavsku i na světě, která užívá moldavský jazyk psaný cyrilicí, jež je stále v Podněstří jedním z úředních jazyků (ve zbytku Moldavska se od roku 1989 užívá pro zápis moldavštiny latinka). Noviny byly zřízeny zákonem roku 1994 spolu s ruskojazyčným oficiálním deníkem Pridněstrovje a ukrajinským týdeníkem Homin. Vychází v Tiraspolu.